# Deltapad
Het Deltapad (LAW 5-1) is een langeafstandswandelpad met een totale lengte van 233 kilometer met twee takken: een van Sluis naar Hoek van Holland en een van Bergen op Zoom naar Hoek van Holland. De takken komen bij elkaar in Goedereede. De route is in beide richtingen met wit-rode tekens gemarkeerd en in een gidsje beschreven. Het pad wordt beheerd door Wandelnet. 

## De route
De zuidelijke tak begint in Sluis, gaat langs het Zwin naar Cadzand-Bad en door de duinen naar Breskens. Met de veerpont (alleen wandelaars en fietsers) steekt de wandelaar de Westerschelde over. De route gaat dan van Vlissingen door de duinen naar Westkapelle, Domburg en Oostkapelle. Via de Veerse Gatdam en de Oosterscheldekering wordt Schouwen-Duiveland bereikt. Na de bossen en duinen van Haamstede en Renesse wordt de Brouwersdam overgestoken naar Goeree-Overflakkee, en via Ouddorp wordt Goedereede bereikt.
De oostelijke tak begint bij de jeugdherberg ten oosten van Bergen op Zoom en loopt via Halsteren en Nieuw-Vossemeer naar het eiland Tholen, en via de Philipsdam en de Grevelingendam naar Goeree-Overflakkee. Langs de kust van het Grevelingenmeer en de Slikken van Flakkee wordt Goedereede bereikt.
Na Goedereede gaat de route over de Haringvlietdam naar Voorne-Putten. Via Rockanje en Oostvoorne wordt Brielle bereikt. Voor Rozenburg wordt het Calandkanaal overgestoken, en na Rozenburg neemt de wandelaar de pont naar Maassluis. Deels langs de Nieuwe Waterweg wordt Hoek van Holland bereikt.

## Aansluitingen
De zuidelijke tak is een onderdeel van het Nederlandse Kustpad / North Sea Trail en van de Europese wandelroute E9. De oostelijke tak is een onderdeel van de E2 naar Nice.
Bij Sluis sluit de route aan op het Grenslandpad. Bij de Oosterscheldekering loopt de route gelijk op met het Oosterscheldepad. Bij Bergen op Zoom sluit de route aan op het Grenslandpad en de wandelroute GR5. Bij Maassluis sluit de route aan op het Oeverloperpad. Aansluitingen op het openbaar vervoer bestaan uit stations te Bergen op Zoom, Vlissingen en Hoek van Holland, en busverbindingen in de meeste overige plaatsen.